# Umikaze
L'Umikaze (天霧? lett. "Brezza dal mare") è stato un cacciatorpediniere della Marina imperiale giapponese, nona unità appartenente alla classe Shiratsuyu. Fu varato dal cantiere navale di Maizuru nel novembre 1936.
Nel 1941 coprì alcune delle principali operazioni anfibie sull'isola di Luzon e nel 1942 partecipò all'avanzata avvenuta nel versante est delle Indie orientali olandesi. Fu presente alla battaglia delle Midway (4-6 giugno 1942) senza però prendere parte ai combattimenti, quindi in agosto arrivò alla base aeronavale di Truk e infine alle isole Shortland, che divenne la sua base per numerose missioni di trasporto truppe o bombardamento dirette sull'isola di Guadalcanal, duramente contesa ai marine statunitensi: fece parte delle flotte nipponiche coinvolte nella battaglia delle Salomone Orientali, delle isole Santa Cruz e di Guadalcanal. Colpito da una bomba, rimase in cantiere tra 1942 e 1943, quindi rientrò in servizio e attese per il resto dell'anno a incarichi di scorta alle grandi navi da guerra tra il Giappone, Truk e Rabaul. A fine gennaio 1944, da Saipan, salpò a difesa di un convoglio per Truk; il 1º febbraio a poca distanza dall'atollo, fu attaccato dal sommergibile USS Guardfish e, colpito da un siluro, affondò nell'arco di alcune ore.

## Impiego operativo

### Costruzione
Il cacciatorpediniere Umikaze fu ordinato nell'anno fiscale edito dal governo giapponese nel 1934. La sua chiglia fu impostata nel cantiere navale di Maizuru il 4 maggio 1935 e il varo avvenne il 27 novembre 1936. Fu completato il 31 maggio 1937. La nave formò con i gemelli Yamakaze, Kawakaze e Suzukaze la 24ª Divisione cacciatorpediniere, dipendente dalla 4ª Squadriglia della 2ª Flotta. Divenne inoltre nave ammiraglia del reparto.

### 1941-1942
Tra 1940 e 1941 l'Umikaze passò agli ordini del capitano di fregata Itsurō Shimizu e imbarcò anche il nuovo comandante della divisione, il capitano di vascello Yasuji Hirai, con il rispettivo stato maggiore. Il 26 novembre 1941 salpò con il resto della 24ª Divisione e, attraverso lo Stretto di Terashima, giunse alle isole Palau il 1º dicembre. Il 6 partì alla volta delle Filippine inquadrato nella 3ª Flotta del viceammiraglio Ibō Takahashi e appoggiò i facili sbarchi nelle isole meridionali e poi a Legaspi (12 dicembre). Con i cacciatorpediniere gregari coprì dunque l'assalto alla baia di Lamon (24 dicembre) e, una volta caduta Manila il 2 gennaio 1942, seguì la 3ª Flotta nelle Indie orientali olandesi: supportò lo sbarco su Tarakan il 12 gennaio e poi l'occupazione di Balikpapan il 23 gennaio; l'8 febbraio fu aggregato allo scaglione che eseguì l'attacco a Makassar, sull'isola di Celebes. Il 27 febbraio era compreso nella scorta ravvicinata del convoglio d'invasione per la porzione orientale di Giava e, perciò, durante battaglia del Mare di Giava, accompagnò con il Natsugumo i gruppi di navi trasporto a nord, lontano dal combattimento. Fatta base nella baia Staring, a Celebes, salpò l'8 di scorta a un convoglio che giunse a Singapore, quindi ritornò alla rada il 14. Verso la fine del mese si recò a Singapore e da qui fece rotta per il Golfo di Lingayen (Filippine), dove giunse il 5 aprile: operò nei giorni seguenti in appoggio alla progressiva occupazione di tutte le isole interne, come Negros e Panay. Durante questo periodo la 24ª Divisione fu riassegnata alla 1ª Squadriglia cacciatorpediniere, dipendente dalla 1ª Flotta (10 aprile) e il comandante Shimizu fu rimpiazzato dal capitano di fregata Nagahide Sugitani (25 aprile). Il 28 aprile l'Umikaze lasciò Panay e navigò a tutta forza su Sasebo, dove giunse il 1º maggio; fu messo in bacino di carenaggio e revisionato. Tornò in acqua a fine maggio, in tempo per partecipare alla vasta operazione navale studiata dall'ammiraglio Isoroku Yamamoto per occupare l'atollo di Midway, attirare le superstiti portaerei statunitensi e distruggerle; fu così aggregato al gruppo distaccato del viceammiraglio Shirō Takasu, che doveva fornire protezione a distanza alla 5ª Flotta, incaricata a sua volta di eseguire diversioni nelle isole Aleutine. La battaglia delle Midway si svolse però ben più a sud, nei paraggi dell'atollo, e terminò il 6 giugno con una netta sconfitta giapponese. Rientrato in Giappone, l'Umikaze e le unità sorelle passarono agli ordini della 2ª Squadriglia, 2ª Flotta il 14 luglio.

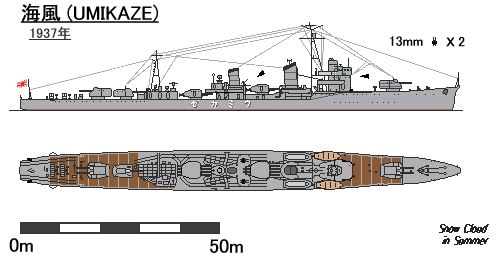
Profilo e pianta dellUmikaze

L'11 agosto l'Umikaze scortò la portaidrovolanti Chitose da Yokosuka alla base aeronavale di Truk (isole Caroline) e il 18, il giorno dopo l'arrivo, si aggregò alla scorta di un convoglio diretto all'isola di Guadalcanal, dove gli americani erano sbarcati una settimana prima. Tra il 23 e il 25 agosto fece parte dello schermo di cacciatorpediniere a difesa di un gruppo di cargo che dovevano recare un nutrito apporto di truppe e armi sull'isola; la missione, però, fallì per la decisa opposizione statunitense, nonostante l'intervento della 3ª Flotta del viceammiraglio Chūichi Nagumo: un trasporto fu anzi affondato. Il 26 l'Umikaze si fermò nell'arcipelago delle Shortland, dal quale il 27 e il 28 condusse due viaggi per sbarcare reparti a Guadalcanal. Entrambi furono annullati a causa della ricognizione aerea nemica, mentre quelli del 29 e 31 agosto riuscirono senza destare l'attenzione statunitense. Tra il 4 e il 5 settembre fornì protezione a un gruppo di chiatte motorizzate che da Santa Isabel approdarono a Guadalcanal e, quindi, fu la nave ammiraglia di due altri riusciti sbarchi (7 e 11 settembre); il 13 settembre eseguì invece un bombardamento dell'aeroporto Henderson Field, in appoggio all'offensiva terrestre in corso. Il 15 completò una missione di trasporto truppe, ma il 18 dovette ripiegare per la presenza inaspettata di forze navali statunitensi al largo. Il 24 settembre ritentò il viaggio e, scoperto, fu bersaglio di un gruppo di bombardieri: alcuni ordigni caddero molto vicino allo scafo, che fu deformato, e le schegge uccisero otto marinai. Il giorno successivo l'Umikaze rientrò alle Shortland e si portò subito a Truk, dove il 28 fu sottoposto a riparazioni. Riprese il proprio posto nella prima metà ottobre, in tempo per formare con altro naviglio leggero la scorta alle corazzate Kongo e Haruna che, nella notte del 13-14 ottobre, devastarono Henderson Field; nella notte tra il 15 e il 16 accompagnò invece gli incrociatori pesanti Myoko e Haguro, che ripeterono il cannoneggiamento. Il 26 ottobre fu presente alla battaglia delle isole Santa Cruz nella flottiglia di altri cinque cacciatorpediniere (Suzukaze, Kawakaze, Naganami, Takanami, Makinami) condotta dall'incrociatore leggero Isuzu. Dopo la conclusione dello scontro rientrò indenne a Truk e ne partì il 3 novembre, di scorta agli incrociatori pesanti Maya e Suzuya, che si fermarono alle Shortland il 5. Il 7 eseguì un riuscito trasporto di truppe a Guadalcanal e tornò alle Shortland, dove fu destinato alla difesa di un importante convoglio che, dopo la neutralizzazione di Henderson Field dal mare, avrebbe dovuto portare sull'isola un nutrito contingente, armi pesanti, veicoli, munizioni e medicinali: ebbe dunque una parte minore nella battaglia navale di Guadalcanal (13-15 novembre), la quale terminò con la distruzione completa del convoglio, nonostante la difesa accanita delle navi nipponiche. L'Umikaze rientrò alle Shortland, il 16 salpò per Rabaul e la raggiunse il giorno seguente, quindi il 18 partì per portare un nucleo di fanteria a Buna, nella Nuova Guinea orientale; fu però scovato e attaccato da una squadra di quadrimotori Boeing B-17 Flying Fortress, incassando un ordigno a mezzanave. Dato per spacciato, fu lasciato immobile in acqua, ma l'equipaggio riuscì a tenerlo a galla e poco dopo giunse il cacciatorpediniere Asashio che riuscì, il 21, a riportarlo a Rabaul. Qui iniziarono subito le riparazioni.

### 1943
Il 26 dicembre 1942 l'Umikaze fu capace di riprendere il mare e arrivare il 28 a Truk; due giorni dopo ripartì di scorta al Maya e insieme fecero rotta su Yokosuka, che fu raggiunta il 5 gennaio 1943; il cacciatorpediniere proseguì sino a Sasebo, dove fu messo in bacino per estese riparazioni: probabilmente in questa occasione aggiunse, davanti alla plancia e su un apposito ballatoio, un'installazione binata di cannoni contraerei Type 96 da 25 mm L/60. Il 20 febbraio, a lavori ultimati, il comandante Sugitani fu sostituito dal capitano di fregata Toshirō Mifune, quindi l'Umikaze si unì al Kiyonami di scorta agli incrociatori ausiliari Bangkok Maru e Saigon Maru per la prima tratta del viaggio. Giunto a Truk, fu impegnato sino all'8 marzo in una serie di pattugliamenti e scorte a breve raggio. Il 25 aprile salpò da Truk di scorta a un convoglio fino a Rabaul, toccata il 28. Il giorno successivo arrivò alle isole Shortland e fu posto a capo di una missione di trasporto truppe con destinazione Kolombangara, dove il 30 gli uomini furono sbarcati; il 4 maggio ne coordinò una seconda. L'8 maggio partì per raggiungere Buka e nella notte fu dirottato urgentemente per soccorrere i due cacciatorpediniere Oyashio e Kagero che, sventrati da mine, dovevano essere mandati a fondo: non arrivò comunque in tempo. Gettò poi le àncore a Rabaul e il 10 salpò con rotta per Truk, dove si fermò il 12: qui fu unito alla scorta del gruppo navale costituito attorno alla grande corazzata Musashi, che tra il 17 e il 22 maggio compì senza incidenti il viaggio sino a Yokosuka; da questo porto partì il 22 maggio con il cacciatorpediniere Ushio e le portaerei di scorta Chuyo e Unyo, che giunsero a Truk il 29 maggio; il 5 giugno salpò per coordinare un trasporto di truppe destinato all'isola di Nauru: dopo una tappa all'atollo di Ponape, le navi giunsero a Nauru, scaricarono gli uomini e il 10 fecero ritorno a Truk. Tra il 28 giugno e il 2 luglio attese nuovamente alla scorta delle due portaerei sino a Yokosuka, aiutato dai cacciatorpediniere Ushio e Akebono, quindi il 7 salpò da Saeki fornendo protezione ad alcuni convogli che, passando per le Palau, giunsero a Truk il 17 luglio. Due giorni dopo salpò con lo Akebono e lo Ushio per accompagnare le portaerei Chuyo, Unyo e Ryuho a Yokosuka, raggiunta il 24 luglio. L'Umikaze proseguì sino a Sasebo e qui fu tratto in secca per una revisione completa.
Nel quadro di un vasto programma di ridislocamento delle forze da battaglia della Marina imperiale giapponese, l'Umikaze prese il mare il 17 agosto con il Suzukaze per scortare a Truk gli incrociatori pesanti Atago e Takao; il 23 giunsero a destinazione, quindi il solo Umikaze li accompagnò tra il 25 e il 29 agosto durante una missione di trasporto truppe a Rabaul. Il 18 settembre fu presente a una sortita in forze della Flotta Combinata verso le isole Marshall, attaccate dalle portaerei dell'United States Fifth Fleet, tuttavia non fu stabilito un contatto e al 25 del mese la squadra era già rientrata a Truk. Il 6 ottobre lo Umikaze prestò assistenza alla petroliera Kazahaya, silurata al largo dell'atollo e in ultimo colata a picco. Il 17 partecipò a una seconda uscita in forze allo scopo di prevenire altri raid nemici sulle Marshall: non fu segnalata alcuna attività statunitense e il 26 le navi erano già tornate indietro. Cinque giorni più tardi salpò con i cacciatorpediniere Suzukaze, Akebono e Tanikaze per difendere le portaerei Junyo, Unyo, le corazzate Yamashiro, Ise e l'incrociatore pesante Tone nel loro trasferimento da Truk a Kure, che fu completato a inizio novembre. Il 6 l'Umikaze si fermò a Sasebo per controllo e riparazioni: in questo periodo il comandante Mifune cedette il posto al capitano di corvetta Kotarō Nakao. Sembra probabile che il personale tecnico rimosse la torre poppiera singola e la rimpiazzò con un'installazione tripla di cannoni Type 96 da 25 mm. Tornato in mare, il cacciatorpediniere fu spostato a Pusan in Corea, dove il 14 dicembre prese in consegna un convoglio carico di truppe che scortò sino a Truk, facendo tappa a Saeki. Dal 26 al 29 dicembre rimase all'àncora nella rada dell'atollo.

### 1944 e l'affondamento
Il 30 dicembre 1943 l'Umikaze salpò e fece rotta per le isole Marshall: scortò un convoglio sino all'atollo di Kwajalein, passando per Eniwetok, quindi reimbarcò una parte delle truppe e le ridislocò a Wotje, più a est. Il 18 gennaio 1944 rientrò a Truk, che lasciò il giorno successivo poiché destinato a Saipan, al largo della quale eseguì una serie di pattugliamenti sino alla fine del mese. Il 28 gennaio partì di scorta al convoglio No. 3113, che doveva scaricare a Truk. Il 1º febbraio, vicino all'imbocco meridionale della rada atollina (7°10′N 151°43′E), fu colto di sorpresa dal sommergibile USS Guardfish che lo centrò con un siluro; l'esplosione causò gravi danni e l'Umikaze cominciò lentamente a capovolgersi, permettendo all'equipaggio di abbandonarlo per tempo: si contarono comunque cinquanta dispersi (probabilmente tutti morti). Furono tratti in salvo 215 uomini, compresi il capitano Nakao e il capitano di vascello Toshi Kubota, il comandante della 24ª Divisione cacciatorpediniere.
Il 31 marzo 1944 l'Umikaze fu eliminato dalla lista del naviglio in servizio attivo.